# Рябєв Лев Дмитрович
Лев Дмитрович Рябєв (8 вересня 1933, місто Вологда, тепер Російська Федерація — ?) — радянський державний діяч, міністр середнього машинобудування СРСР, заступник голови Ради міністрів (прем'єр-міністра) СРСР. Депутат Верховної ради СРСР 11-го скликання (в 1987—1989 роках).

## Біографія
Народився в родині службовця.
У 1951—1957 роках — студент Московського інженерно-фізичного інституту, інженер-фізик.
У 1957—1963 роках — інженер, старший інженер Всесоюзного науково-дослідного інституту (ВНДІ) експериментальної фізики Міністерства середнього машинобудування СРСР.
Член КПРС з 1958 року.
У 1963—1967 роках — 2-й секретар Кремлівського (Арзамас-16) міського комітету КПРС Горьковської області.
У 1967—1969 роках — заступник головного інженера із виробництва Всесоюзного науково-дослідного інституту (ВНДІ) експериментальної фізики Міністерства середнього машинобудування СРСР.
У 1969—1972 роках — завідувач відділу оборонної промисловості Горьковського обласного комітету КПРС.
У 1972—1974 роках — 1-й заступник директора, в 1974—1978 роках — директор Всесоюзного науково-дослідного інституту (ВНДІ) експериментальної фізики Міністерства середнього машинобудування СРСР.
У 1978—1984 роках — завідувач сектору середнього машинобудування відділу оборонної промисловості ЦК КПРС.
У 1984—1986 роках — заступник міністра середнього машинобудування СРСР. У 1986 році — 1-й заступник міністра середнього машинобудування СРСР.
21 листопада 1986 — 27 червня 1989 року — міністр середнього машинобудування СРСР.
17 липня 1989 — 26 грудня 1990 року — заступник голови Ради міністрів СРСР. Одночасно голова Бюро Ради міністрів СРСР з паливно-енергетичного комплексу.
1 березня — 28 серпня 1991 року — заступник прем'єр-міністра СРСР. 28 серпня — 26 листопада 1991 року — в.о. заступника прем'єр-міністра СРСР.
З листопада 1991 року — на пенсії.
У 1993—2002 роках — перший заступник міністра Російської Федерації з атомної енергії.
З 2002 року — заступник директора Російського федерального ядерного центру — ВНДІ експериментальної фізики з розвитку.

## Нагороди
- орден Леніна (1976)
- два ордени «Знак Пошани»
- ордени Пошани (Російська Федерація) (1996)
- Державна премія СРСР (1983)
- Державна премія Російської Федерації (1994)
- Премія Уряду Російської Федерації (2003)